# Mauzoleum Dionizego Czachowskiego w Radomiu
Mauzoleum Dionizego Czachowskiego w Radomiu – pomnik w formie mauzoleum, zlokalizowany w centralnej części placu 72 Pułku Piechoty.

## Historia

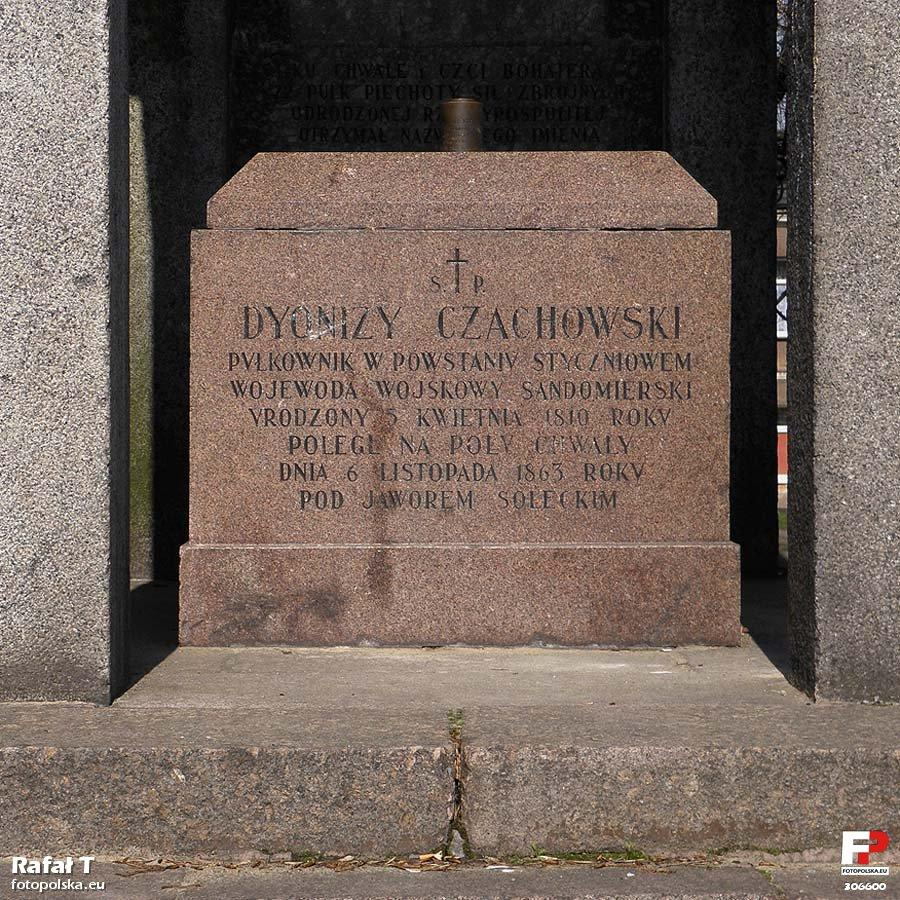
Inskrypcja umieszczona na sarkofagu.

Inspiracją dla wzniesienia pomnika-mauzoleum poświęconego Dionizemu Czachowskiemu, jednemu z przywódców powstania styczniowego w regionie radomskim była siedemdziesiąta rocznica zrywu. W 1936 roku powołano Komitet Przeniesienia Prochów i Uczczenia Pamięci płk. Dionizego Czachowskiego, którego przewodniczącym został ks. Jan Wiśniewski. Dzięki ofiarności społeczeństwa, władz miejskich i wojska pomnik gotowy był już jesienią 1938 roku. Na jego lokalizację wybrano skwer przed bernardyńskim kościołem św. Katarzyny Aleksandryjskiej przy ulicy Żeromskiego. W tym miejscu mauzoleum przetrwało do września 1940 roku, kiedy zostało rozebrane z rozkazu niemieckich władz okupacyjnych. Wyniesioną w tajemnicy przed okupantem brązową trumienkę ze szczątkami Dionizego Czachowskiego ukryto w podziemiach kościoła św. Katarzyny, natomiast zdemontowane kamienne elementy pomnika zostały ukryte w urządzonym przez Niemców w Starym Ogrodzie składzie budowlanym. Idea rekonstrukcji mauzoleum odżyła w 1963 roku, w setną rocznicę wybuchu powstania styczniowego. Wobec braku zgody ówczesnych władz miejskich na odbudowę pomnika w jego pierwotnej lokalizacji, umieszczono go na skwerze u zbiegu ulic Wernera i Malczewskiego (obecnie plac 72 Pułku Piechoty). W 1981 roku trumienkę ze szczątkami Czachowskiego złożono w granitowym sarkofagu umieszczonym w kościele Bernardynów – w pobliżu pierwotnej lokalizacji pomnika. W czasie karnawału "Solidarności" pomnik (jako jeden z nielicznych wówczas istniejących w Radomiu o konotacjach patriotycznych i historycznych) był miejscem masowych demonstracji. W dniu 16 grudnia 1980 roku, w 10. rocznicę masakry robotników na wybrzeżu, przed mauzoleum miała miejsce pierwsza wielka demonstracja radomskiej "Solidarności", w trakcie której jej wiceprzewodniczący Jacek Jerz wygłosił przemówienie na temat wydarzeń Grudnia '70 – jedno z pierwszych tak odważnych wystąpień publicznych w powojennej historii Radomia. W 2015 roku mauzoleum oraz jego otoczenie przeszły gruntowną renowację.

## Opis
Pomnik w formie mauzoleum został zaprojektowany przez radomskiego architekta Kazimierza Prokulskiego – autora m.in. projektu otoczenia Pomnika Czynu Legionów oraz pomnika Wdzięczności Armii Czerwonej. Obiekt składa się czterostopniowego postumentu oraz altany wspartej na sześciu prostych filarach, zwieńczonej orłem z brązu wykonanym według projektu Jakuba Zajdensznira, umieszczonym na dwustopniowym postumencie. Przed wojną pomnik był zwieńczony krzyżem.